# Michael Bennett (coreografo)
Michael Bennett (Buffalo, 8 aprile 1943 – Tucson, 2 luglio 1987) è stato un regista, coreografo, ballerino e drammaturgo statunitense.

## Biografia
Bennett debuttò a teatro come ballerino di fila in West Side Story (Oakdale, 1960), Subway Are For Sleeping (Broadway, 1961), Here's Love (Broadway, 1963) e Bajour (Broadway, 1964). Iniziò a lavorare come assistente coreografo o alla regia con il musical Coco, con Katharine Hepburn; il musical debuttò a Broadway nel 1969 e rimase in scena per più di trecento repliche. Negli anni settanta collaborò con il regista Harold Prince e il compositore Stephen Sondheim nei musical Company (1970) e Follies (1971; Tony Award alla miglior regia di un musical, il Tony Award alla miglior coreografia).
Nel 1975 ottenne il suo più grande successo con A Chorus Line, un musical che ideò, diresse e coreografò. A Chorus Line debuttò a Broadway nell'aprile 1975 dopo una lunga gestazione e fu il frutto di una collaborazione tra Bennett, il compositore Marvin Hamlisch, il paroliere Edward Kleban, il librettista James Kirkwood Jr. e lo scrittore e ballerino Nicholas Dante. Il musical ebbe un successo senza precedenti, rimase in scena per 15 anni e valse a Bennett il Tony Award alla miglior regia di un musical, il Tony Award alla miglior coreografia, il Drama Desk Award al miglior regista e coreografo ed il Premio Pulitzer per la drammaturgia.
Curò la regia e la coreografia di altri musical, tra cui Promises, Promises (1968; segnò la prima collaborazione con la sua musa Donna McKechnie), Coco (1969), Seesaw (1973), Ballroom (1978), Dreamgirls (1981) e Chess (1986).
Nel corso della sua carriera, Michael Bennett vinse 7 Tony Awards (su 17 candidature), 5 Drama Desk Awards (su 8 candidature), 1 Outer Critics Circle Award e 1 Premio Pulitzer.

### Vita privata
Michael Bennett era bisessuale e nel corso della sua vita ebbe relazioni con il ballerino Larry Fuller, con Sabine Cassel (ai tempi moglie dell'attore Jean-Pierre Cassel) e con il produttore David Geffen. Tuttavia, la sua relazione più significativa fu con la ballerina Donna McKechnie, che frequentò dalla fine degli anni sessanta e sposò nel 1976; i due si separarono dopo pochi mesi e divorziarono nel 1979. Da allora la McKechnie interruppe ogni rapporto con il coreografo, al punto da apprendere della morte di Bennett dai giornali.
Michael Bennett morì per complicazioni dovute all'AIDS nel 1987.

## Teatrografia

### Attore
- West Side Story, libretto di Arthur Laurents, musiche di Leonard Bernstein, parole di Stephen Sondheim, regia di Jerome Robbins. Oakdale Musical Theatre di Wallingford (1960)
- Subways Are for Sleeping, libretto di Betty Comden e Adolph Green, colonna sonora di Jule Styne. St James Theatre di Broadway (1961)
- Here's Love, libretto e colonna sonora di Meredith Willson, regia di Stuart Ostrow. Shubert Theatre di Broadway (1963-1964)
- Bajour, libretto di Ernest Kinoy, colonna sonora di Walter Marks. Shubert Theatre e Lunt-Fontanne Theatre di Broadway (1964-1965)

### Coreografo
- A Joyful Noise, libretto di Dore Schary ed Edward Padula, colonna sonora di Oscar Brand e Paul Nassaun, regia di Edward Padula. Mark Hellinger Theatre di Broadway (1966)
- Henry, Sweet Henry, libretto di Nunnally Johnson, colonna sonora di Bob Merril, regia di George Roy Hill. Palace Theatre di Broadway (1967)
- How Now, Dow Jones, libretto di Max Shulman, parole di Carolyn Leigh, musiche di Elmer Bernstein, co-coreografie di, Gillian Lynne. Lunt-Fontanne Theatre di Broadway (1967)
- Promises, Promises, libretto di Neil Simon, musiche di Burt Bacharach, regia di Robert Moore. Broadway (1968), Londra (1969), tour statunitense (1970)
- Coco, André Previn e libretto di Alan Jay Lerner, regia di Michael Benthall. Mark Hellinger Theatre di Broadway (1969)
- Company, libretto di George Furth, colonna sonora di Stephen Sondheim, regia di Harold Prince. Broadway (1970), Londra (1971) e tour statunitense (1972)

### Regista e coreografo
- Follies, musiche di Stephen Sondheim, libretto di James Goldman, co-regia di Harold Prince. Winter Garden Theatre di Broadway (1971) e tour (1972)
- Seesaw, Uris Theatre di Broadway (1973), tour statunitense (1974)
- A Chorus Line, Off Broadway (1974), Broadway (1975), Londra (1976), tour (1976), Australia (1977)
- Ballroom, colonna sonora di Billy Goldenberg, libretto di Jerome Kass, co-diretto da Bob Avian. Majestic Theatre di Broadway (1978)
- Dreamgirls, Imperial Theatre di Broadway (1981), tour (1985)
- Chess, libretto di Tim Rice, musiche di Benny Andersson e Björn Ulvaeus. Prince Edward Theatre di Londra (1986)